# Walter Leistikow
Walter Leistikow (Bromberg, 25 octobre 1865 - Berlin, 24 juillet 1908) est un peintre allemand.

## Biographie
Après avoir été rejeté par l'Académie de Berlin en raison de son « manque de talent », il étudie avec Hermann Eschke et le peintre norvégien Hans Fredrik Gude. Il excelle surtout dans les paysages.
En 1898, il devient l'un des fondateurs de la Sécession berlinoise. Il collabore à la revue Pan.
Il produit des gravures, dont des lithographies remarquables.
Atteint de syphilis à un stade avancé, il se suicide à Berlin en 1908.
Dans l'arrondissement de Charlottenburg, une rue lui est consacrée : Leistikowstrasse.

## Illustrations

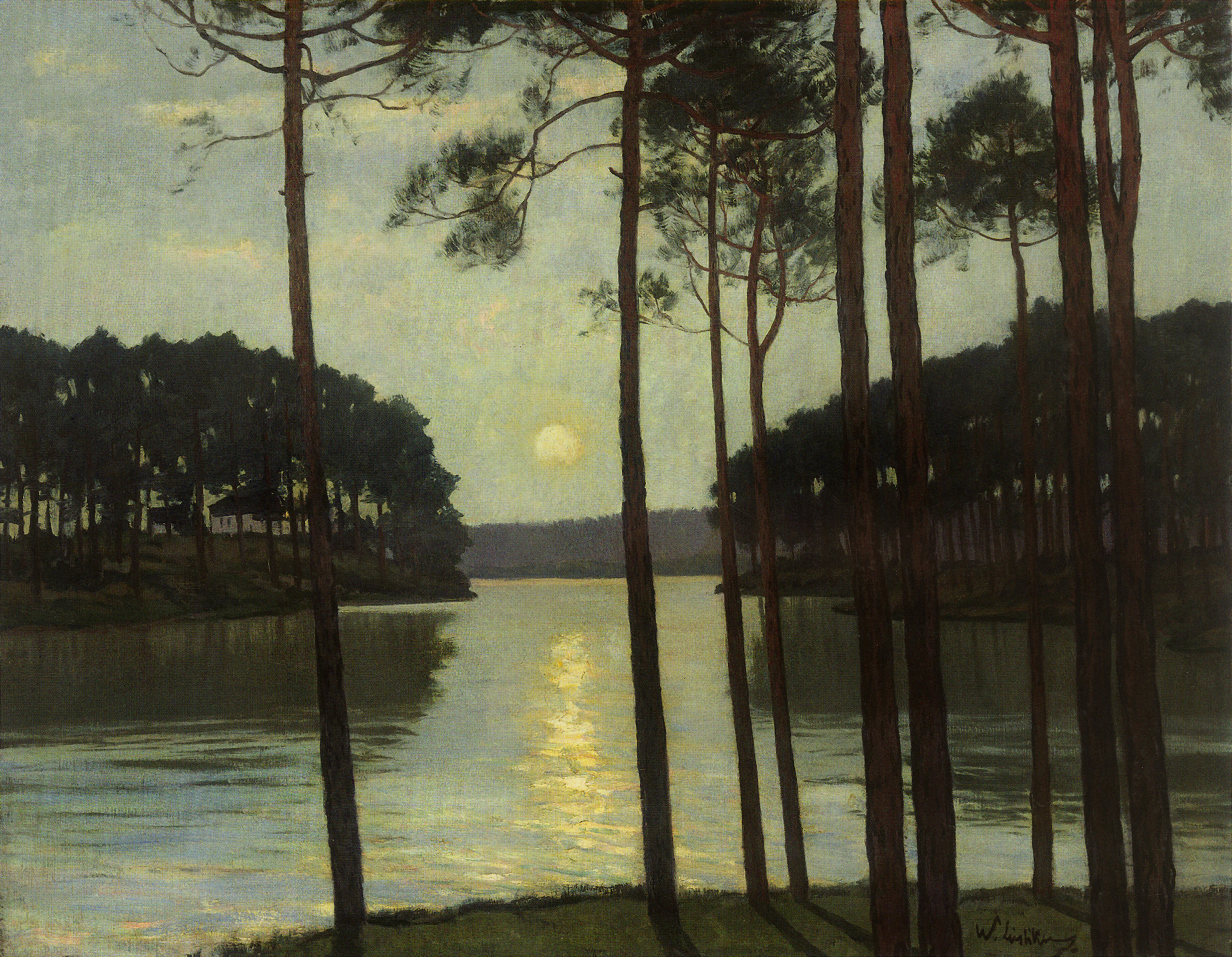
Tombée du soir au lac de Schlachten (de), Stadtmuseum, Berlin (1895)
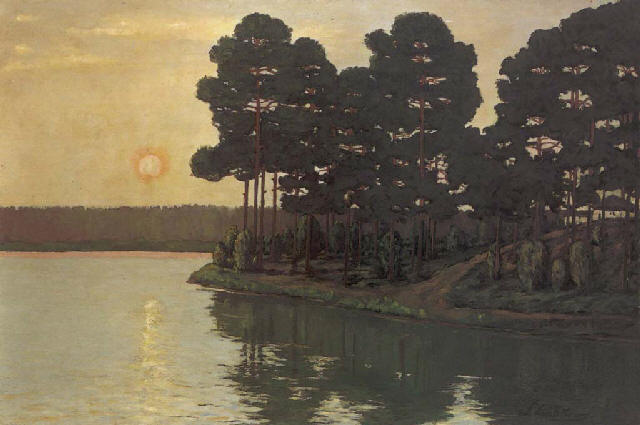
Crépuscule au Märkischer See (1895)
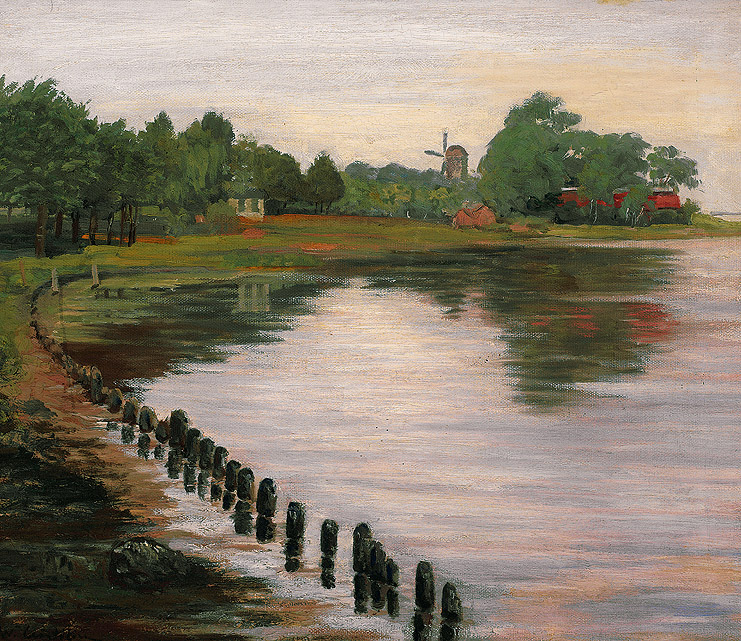
Lac de Schlachten (1908)